# 北城街道 (菏泽市)
北城街道，是中华人民共和国山東省菏泽市牡丹区下辖的一个乡镇级行政单位。

## 行政区划
北城街道下辖以下地区：
八一社区、句阳社区、益民社区、北辰社区、文苑社区、艺苑社区、田苑社区、河东社区、河西社区、宏利社区和福临社区。